# Щуровка (Харьковская область)
Щуровка (укр. Щурівка), село, 
Червоногусаровский сельский совет,
Балаклейский район,
Харьковская область.
Код КОАТУУ — 6320286803. Население по переписи 2001 г. составляет 131 (60/71 м/ж) человек.

## Географическое положение
Село Щуровка находится на правом высоком берегу реки Северский Донец (укр. Сіверський Дінець).
На противоположном берегу реки много озер, болота, местами поросшие лесом.

## Происхождение названия
Название происходит от небольшой зеленой птицы, которая гнездится в ярах в округе села. Древние название Ольховый Рог.

## История
- 1706 год - дата основания[1].
- Памятники верхнего палеолита (40—10 тыс. лет назад) выявлены в районе села Щуровка.
- Археологические раскопки возле сел Щуровка и Новая Гусаровка свидетельствует, что территория района была заселена ещё со времен неолита. В частности, до наших дней дожили следы двух стоянок неолита, поселения периода бронзы и раннего железного века, а также скифский курган IV—III вв. до н.э.

## Достопримечательности
- Братские могилы советских воинов